# Richland Center
Richland Center is een plaats (city) in de Amerikaanse staat Wisconsin, en valt bestuurlijk gezien onder Richland County.

## Demografie
Bij de volkstelling in 2000 werd het aantal inwoners vastgesteld op 5114. In 2006 is het aantal inwoners door het United States Census Bureau geschat op 5147, een stijging van 33 (0,6%).

## Geografie
Volgens het United States Census Bureau beslaat de plaats een oppervlakte van 11,6 km², waarvan 11,4 km² land en 0,2 km² water. Richland Center ligt op ongeveer 222 m boven zeeniveau.

## Plaatsen in de nabije omgeving
De onderstaande figuur toont nabijgelegen plaatsen in een straal van 24 km rond Richland Center.

## Geboren
- Frank Lloyd Wright (1867-1959), architect en schrijver over architectuur